# Zagyva György Gyula
Zagyva György Gyula (Eger, 1976. május 18.) magyar nemzeti radikális politikus, 2003 óta a Hatvannégy Vármegye Ifjúsági Mozgalom (HVIM) alelnöke, elnöke, majd tiszteletbeli elnöke, 2010-2014 között a Jobbik Magyarországért Mozgalom országgyűlési képviselője.

## Származása
Családja apai részről Ung vármegyéből származik, ötödik generáció óta élnek Egerben és környékén. Elmondása szerint az egész családja jobboldali, nagyapja már gyermekkorában terelgette a radikális életfelfogás és véleménynyilvánítás felé.

## Tanulmányai
1993-ban az egri Bornemissza Gergely Szakképzési Intézetben végzett villanyszerelőként.

## Közéleti szerepvállalása
Az 1990-es években tagja volt több Egerben működő, pártonkívüli jobboldali szervezetnek, majd 1999-2001 között a MIÉP egri szervezetének tagja, és a párt Ifjúsági Tagozatának egri alelnöke lett.
Az egri Petrás Ince János Kulturális Egyesület tagjaként a 2000-es évek elejétől rendszeresen járt Moldvába, és a csángómagyarok kultúrájának megőrzése érdekében szervezett iskolán kívüli oktatási programban vett részt.
A Hatvannégy Vármegye Ifjúsági Mozgalommal a 2002-es második Magyar Szigeten került kapcsolatba, amelynek 2003-tól alelnöke, majd 2006-tól elnöke lett. Parlamenti mandátuma elnyerése után lemondott elnöki posztjáról, de továbbra is vezetőségi tag maradt.
A 2010-es országgyűlési választáson a Csongrád megyei 1. választókerületben indult és 4,72%-os eredménnyel a 3. helyen végzett. A Jobbik országos listájának 10., a megyei lista 1. helyén szerepelt, és ez utóbbiról szerzett mandátumot. Az Országgyűlésben először a Külügyi és határon túli magyarok bizottság, majd az Emberi jogi, kisebbségi, civil- és vallásügyi bizottság tagja volt. 2010–2014 között 87 parlamenti felszólalása volt, 40 önálló és 35 nem önálló indítványt nyújtott be. Az egyetlen olyan országgyűlési képviselő volt, akit kitiltottak egy szomszédos országból (Szerbia).
2014-ben zaklatás miatt jogerősen 300 eFt pénzbüntetésre ítélték, mert 2010-ben Verőcén, a Magyar Sziget Fesztiválon megfenyegette a Hetek című lap újságíróit.
Újságíróként cikkeket ír a Magyar Jelen című lapba. A Szent Korona Rádióban a Hegylakók című műsort vezeti.